# Монреальская когнитивная шкала
Монреальская когнитивная шкала (MoCA, от англ. Montreal Cognitive Assessment) — широко использующийся скрининг когнитивных нарушений, созданный в 1996 году Зиадом Насреддином в Монреале, Квебек. Валидация шкалы была выполнена в условиях умеренных когнитивных нарушений, впоследствии шкала стала использоваться в других клинических целях.

## Формат
Опросник представляет собой одностраничный тест из 30 пунктов, выполняемых в среднем за 10 минут, и доступен на 46 языках (на момент 2017 года).
Шкала оценивает ряд когнитивных функций:
- кратковременная память и вспоминание (5 баллов) с двумя тестами по запоминанию пяти существительных и восстановлением их из памяти спустя примерно 5 минут.
- пространственно-зрительные способности с помощью задания рисования циферблата (3 балла) и копии трехмерного куба (1 балл).
- множественные аспекты исполнительных функций оцениваются задачей на изменения, адаптированной из части B задачи на рисование линии по пронумерованным точкам (1 балл), задача на фонемическую беглость (1 балл) и вербальную абстракцию на два объекта (2 балла).
- внимание, концентрация и рабочая память оцениваются с помощью задания на поддержку внимания (нахождение цели с помощью нажатия, 1 балл), последовательное вычитание (3 балла) и цифры вперед и назад (1 балл).
- языковые функции оцениваются с помощью задачи на именование рисунков малознакомых животных (лев, верблюд, носорог; 3 балла), повторение двух синтаксически сложных предложений (2 балла) и упомянутую задачу на беглость.
- абстрактное мышление оценивается задачей на описание сходства (2 балла)
- наконец, ориентация во времени и пространстве оценивается путем вопроса о сегодняшней дате и месте проведения теста (6 баллов).

Тест первоначально написан на английском языке, поэтому для адаптации теста в других странах могут потребоваться некоторые изменения помимо непосредственного перевода. Культурные и лингвистические различия могут влиять на нормы и результаты MoCA в разных странах, например, на шведском языке. В некоторых языках предложены дополнительные шкалы для выравнивания различий в образовании испытуемых. В то же время, не все языковые версии прошли валидацию.

## Эффективность

### Тестовое исследование MoCA
Исследование Насреддина в 2005 показало многообещающие результаты для будущей оценки умеренных когнитивных нарушений (MCI) и ранней болезни Альцгеймера в сравнении с широко известной краткой шкалой оценки психического статуса (MMSE).
Согласно исследованию по валидации, чувствительность и специфичность MoCA для определения умеренных когнитивных нарушений составили 90% и 87% соответственно, в сравнении с 18% и 100% для MMSE. Дальнейшие исследования показали менее убедительные результаты, но в целом превосходили MMSE.
Другие исследования описали использование MoCA при болезни Альцгеймера.

### Рекомендации
Национальный институт здоровья и Canadian Stroke Network рекомендуют отдельные части MoCA для определения сосудистых когнитивных нарушений.

## Оценка
Результаты варьируют между 0 и 30 баллами. Оценка в 26 баллов и более считается нормой. В одном исследовании результат людей без когнитивных нарушений составил в среднем 27,4 балла; у людей с умеренными когнитивными нарушениями — 22,1; у пациентов с болезнью Альцгеймера — 16,2.

## Другие применения
Поскольку MoCA задействует разные когнитивные функции, она может быть полезна для скрининга разных неврологических заболеваний, характерных для более молодых популяций, в частности болезни Паркинсона, сосудистых когнитивных нарушений, болезни Гентингтона, метастазов в мозг, нарушений сна, первичных опухолей мозга (включая глиомы высокой и низкой степени злокачественности), рассеянного склероза и других патологий, в том числе черепно-мозговой травмы, депрессии, шизофрении и сердечной недостаточности. Тест также используется в больницах для оценки возможности пациентов к самообслуживанию и необходимости ухода за ними.

## Внешние ссылки
- Русская версия опросника на официальном сайте (PDF)
- Дополнительная русская версия 2
- Дополнительная русская версия 3